# Chondracanthodes deflexus
Chondracanthodes deflexus – gatunek widłonoga z rodziny Chondracanthidae. Nazwa naukowa tego gatunku skorupiaków została opublikowana w 1932 roku przez amerykańskiego biologa morskiego Charlesa Brancha Wilsona.